# Зеркальный (Выборгский район)
Зеркальный — посёлок в Приморском городском поселении Выборгского района Ленинградской области.

## История
По данным 1973 года посёлок Зеркальный находился в составе Рябовского сельсовета.
По данным 1990 года посёлок Зеркальный находился в составе Краснодолинского сельсовета.
В 1997 году в посёлке Зеркальный Краснодолинской волости проживали 154 человека, в 2002 году — 258 человек (русские — 90 %).
В 2007 году в посёлке Зеркальный Приморского ГП проживали 177 человек, в 2010 году — 271 человек.

## География
Посёлок расположен в западной части района на автодороге 41К-411 (подъезд к пионерлагерю «Зеркальный»).
Расстояние до административного центра поселения — 12 км.
К востоку от посёлка находится железнодорожная платформа Зеркальный — остановочный пункт Октябрьской железной дороги на 85,85 км перегона Приветненское — Куолемаярви линии Зеленогорск — Приморск — Выборг.
Посёлок находится на восточном берегу озера Зеркальное.

## Демография
| 2007 | 2010 | 2017 | 2021 |
| ---- | ---- | ---- | ---- |
| 177  | ↗271 | ↘132 | ↘72  |

## Инфраструктура
- Загородный центр детско-юношеского творчества «Зеркальный»
- Школа № 660
- Турбаза «Озеро Зеркальное»
- Физкультурно-оздоровительный комплекс

## Улицы
Зеркальная.